# Rogoźno
Rogoźno este un oraș în Polonia, în voievodatul Marea Polonie.
Rogoźno se află la circa 40 de km de Poznan, capitala voievodatului Marea Polonie. Populația orașului este de aproximativ 11.129 de locuitori.
Rogoźno este atestat ca oraș încă din anul 1280, și își trage numele de la planta „rogoże” – papură, plantă obișnuită în zonele bogate în ape. 

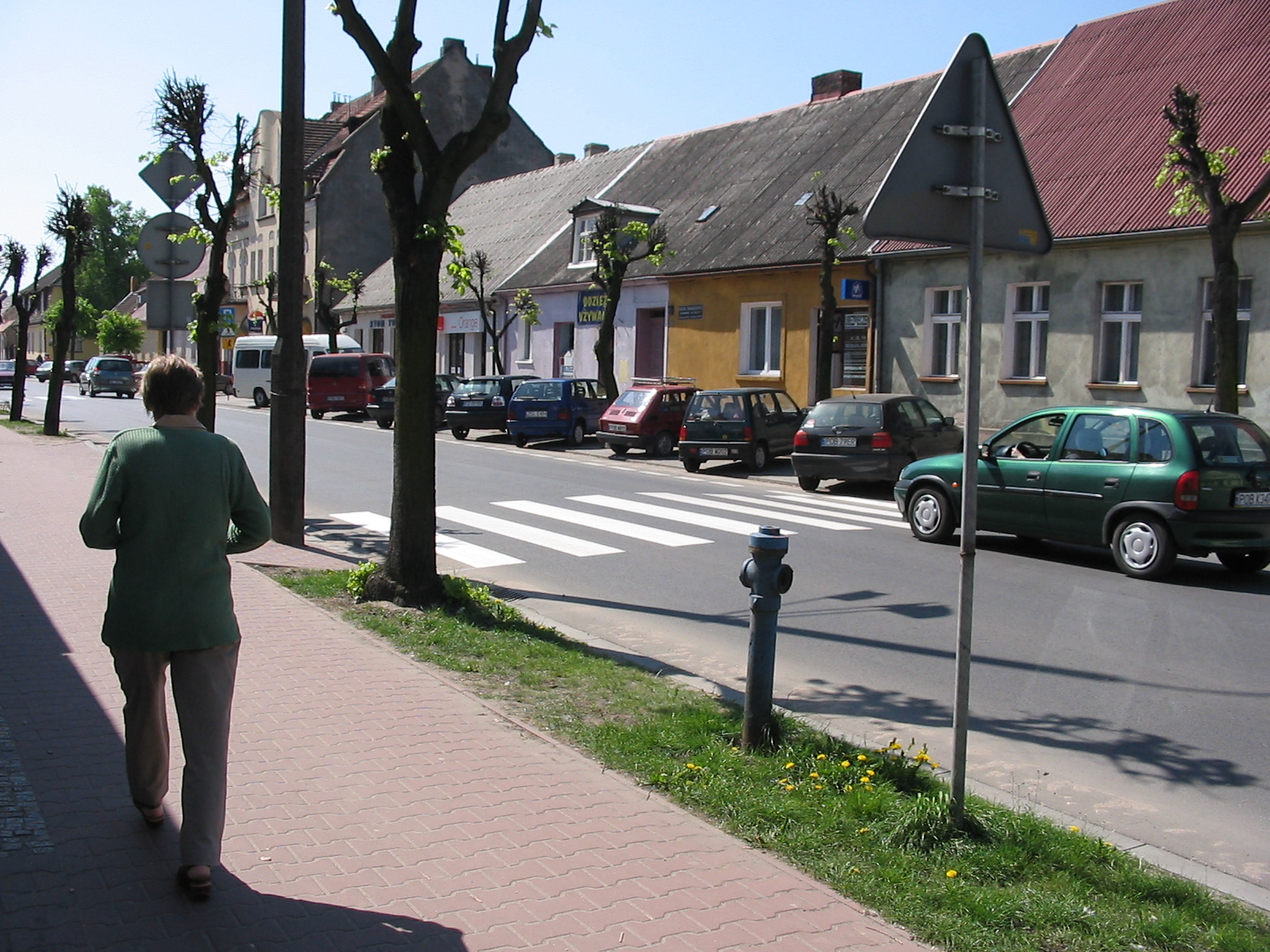
Stradă în centrul oraşului

În anul 1296 regele Poloniei Przemyslaw al II-lea a fost ucis în castelul local de către nobilii Brandenburg. Între anii 1655 – 1656 orașul a fost ocupat de trupe suedeze care au distrus orașul. În anul 1750 noul oraș Rogozno a fost format, fiind în special locuit de fabricanți de stofe. În 1793, după cea de-a doua împărțire a Poloniei, Rogozno se afla la granița statului prusac. Secolul al XIX-lea a fost unul al răscoalelor, la care locuitorii din Rogozno au luat mereu parte. În 1879 s-a realizat legătura feroviară cu Pila și Poznan. Cele mai importante monumente din oraș sunt: biserica gotică Sf. Vitus (1526), Biserica Sf. Duh (1817), construcția pieței noi și a celei vechi, Casa Sfatului (1827-1828, extinsă în 1914) – unde își are acum sediul Muzeul Regional cu expoziții istorice, naturale și etnografice. Clădirile caracteristice sfârșitului secolului XIX.

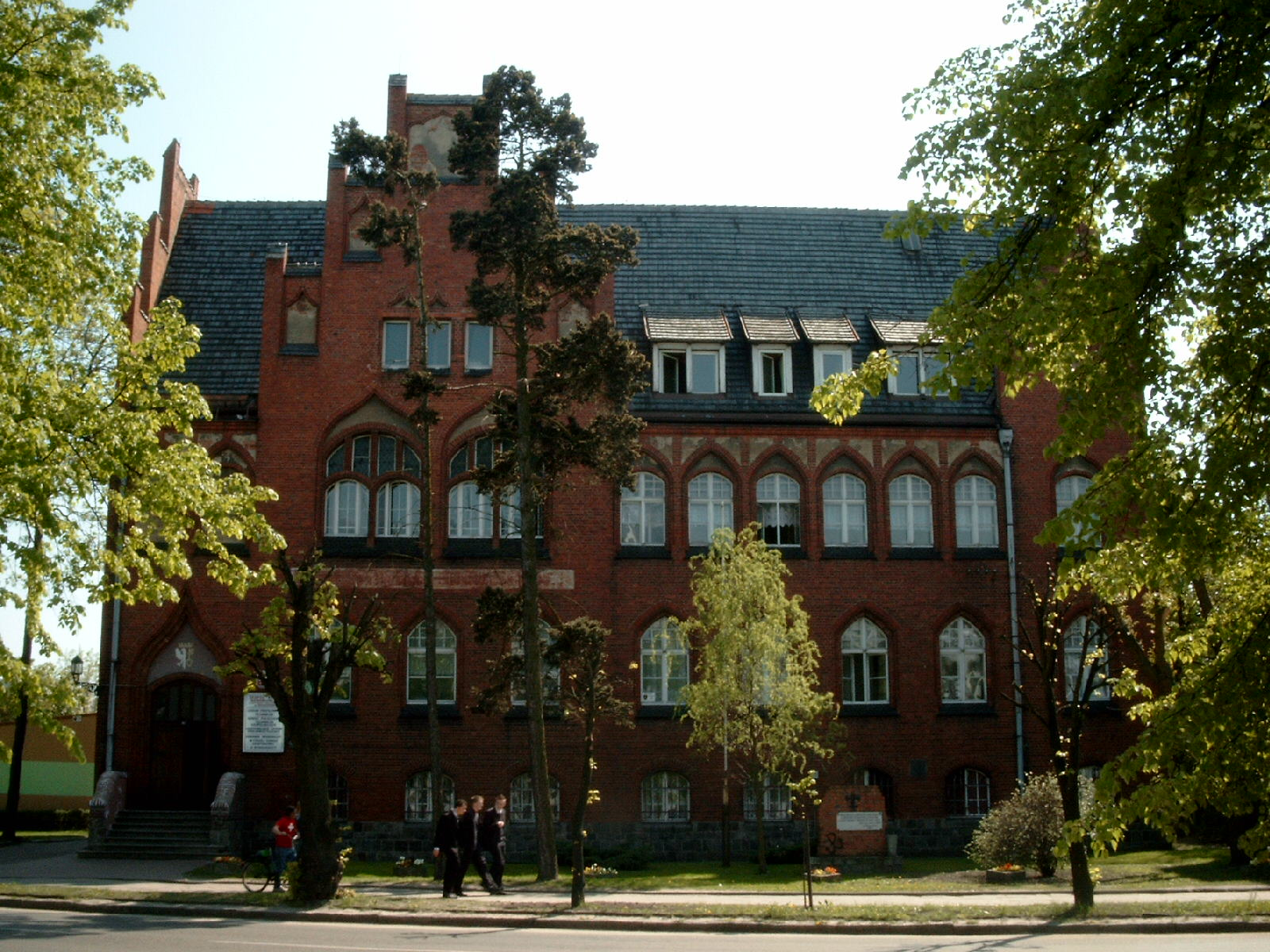
Liceul Agrar

Începutul secolului XX: Poșta, clădirea gimnazială (astăzi clădirea unui liceu), clădirea formării cadrelor didactice, clădirea curții judecătorești (adăpostește astăzi liceul agrar). După revoluția din 1918-1919 Rogoźno a revenit Poloniei. În timpul celui de-al doilea război mondial, 200 locuitori au căzut victime naziștilor, iar alți 1000 au fost mutați în așa numitul Guvern General, formă administrativă germană. În anul 1945 rămăseseră doar 4600 de locuitori, din cei 6200 înregistrați în 1938.
Orașul și împrejurimile se află în valea râului Welna. În împrejurimi se găsesc alte opt lacuri și trei rezervații naturale: „Buczyna“, „Welna“, și „Promenada“. 
Aproape 30% din suprafață este acoperită de păduri. Zona este bogată în monumente arhitecturale: biserici în Parkowo, Slomowo, Prusce; biserici din lemn în Welna și Budziszewko, castele în Sierniki, Slomowo, Welna; case domnești în Studzieniec și Marlewo, dar și variante interesante de amenajare a satelor.
Rogoźno reprezintă un important centru cultural. Oferta în acest sens cuprinde diverse serbări culturale și sportive, cu caracter local, la nivelul voievodatului și național. 
Surse
- Arhivat în 21 iunie 2006, la Wayback Machine. - site al orașului în limbile polonă, engleză, germană și română
- (traducere din limba germană)